# Морнаг
Морнаг, также Ла Себала дю Морнаг (араб. مرناق‎, фр. Mornag, La Sebala du Mornag) — город и одноимённый муниципалитет Туниса. Входит в состав вилайета Бен Арус.

## География и население
Морнаг находится на севере Туниса, в 9 километрах от средиземноморского побережья (Тунисского залива) и в 20 километрах от столицы страны, города Тунис. На северо-восток от него лежит горный массив Джебель-Рессас, сам же город расположен на равнине, в 30-40 метрах над уровнем моря.
Население Морнага в основном состоит из переселившихся в эту местность в последние десятилетия XX века из окрестных горных районов берберов. Разговорный язык в то же время — арабский.

## Экономика
Основой экономики региона Морнаг является сельское хозяйство. Долина Морнага считается центром крупнейшего в Тунисе винодельческого района. Сорта изготавливаемого здесь вина, Grand Cru Mornag; и в первую очередь «Château de Mornag», в большом количестве поставляются на экспорт, в первую очередь в Европу. Вина эти, как правило, невысокого качества с ценой за литр менее 5 евро.
Кроме виноградарства, в долине Морнага выращиваются оливковые деревья (плантации оливковых деревьев) и другие садовые и огородные культуры.

## История
Мусульманский историк из Андалузии, Абу Убайд аль-Бакри сообщает, что в Морнаге, после поражения от войск арабского завоевателя Хасана ибн ан-Нумана, укрывался византийский правитель Карфагена по имени Морнако.

## Дополнения
- Джебель Рессас, подъём на горы — фото и инфо (фр.)